# Acantholimon tomentellum
Acantholimon tomentellum är en triftväxtart som beskrevs av Pierre Edmond Boissier. Acantholimon tomentellum ingår i släktet Acantholimon och familjen triftväxter. Inga underarter finns listade i Catalogue of Life.